# Katy B
Katherine Brien, bedre kendt som Katy B, er en R&B/Dubstep-sangerinde fra Storbritannien.

## Diskografi
- On a Mission (2011)
- Little Red (2014)
- Honey (2016)